# Ђермањо
Ђермањо (итал. Germagno) је насеље у Италији у округу Вербано-Кузио-Осола, региону Пијемонт.
Према процени из 2011. у насељу је живело 191 становника. Насеље се налази на надморској висини од 592 м.

## Становништво
| 1936. | 1951. | 1961. | 1971. | 1981. | 1991. | 2001. | 2011. |
| ----- | ----- | ----- | ----- | ----- | ----- | ----- | ----- |
| 186   | 200   | 196   | 171   | 167   | 199   | 204   | 186   |